# Paecilomyces viridulus
Paecilomyces viridulus är en svampart som beskrevs av Tzean, J.L. Chen, L.S. Hsieh & J.C. Peng 1990. Paecilomyces viridulus ingår i släktet Paecilomyces och familjen Trichocomaceae.   Inga underarter finns listade i Catalogue of Life.